# Thomas H. Cormen
Thomas H. Cormen (New York, 1956) è un informatico statunitense.
Coautore del libro Introduction to Algorithms (Introduzione agli algoritmi), con Charles Leiserson, Ron Rivest, e Cliff Stein, è professore di informatica al Dartmouth College. Nel 1978 riceve il Bachelor summa cum laude dalla Princeton University. Ha frequentato il Massachusetts Institute of Technology, dove ottiene nel 1986 il master e nel 1992 il dottorato di ricerca.